# Bahnhof Kachigawa
Der Bahnhof Kachigawa (jap. 勝川駅, Kachigawa-eki) ist ein Bahnhof auf der japanischen Insel Honshū. Er befindet sich in der Präfektur Aichi auf dem Gebiet der Stadt Kasugai, nördlich von Kasugai. Der Betrieb erfolgt durch die Bahngesellschaften JR Central und Tōkai Kōtsū Jigyō.

## Verbindungen
Kachigawa liegt an der Chūō-Hauptlinie, einer der bedeutendsten Bahnstrecken Japans, die Nagoya mit Shiojiri, Kōfu und Tokio verbindet. Auf dieser besteht ein dichtes Angebot an Nahverkehrszügen der Bahngesellschaft JR Central. Tagsüber fahren je drei Eil- und Lokalzüge je Stunde von Nagoya nach Nakatsugawa. Während der Hauptverkehrszeit werden zwischen zehn und zwölf Züge stündlich angeboten, wobei ein Teil von ihnen bereits in Kōzōji, Tajimi oder Mizunami wendet. Von einem temporären Bahnsteig in rund 500 Metern Entfernung verkehren Nahverkehrszüge der Bahngesellschaft Tōkai Kōtsū Jigyō auf der Jōhoku-Linie nach Biwajima. Tagsüber gibt es einen angenäherten Stundentakt, während der Hauptverkehrszeit fahren sie ungefähr alle 20 bis 40 Minuten.
Kachigawa ist auch ein wichtiger Knotenpunkt des lokalen Busverkehrs. Auf dem nördlichen Bahnhofsvorplatz gibt es vier Bushaltestellen, die von acht Linien der Gesellschaften Meitetsu Bus und Aoi Kōtsū bedient werden. An einer Haltestelle auf dem südlichen Bahnhofsvorplatz halten vier weitere Linien von Meitetsu Bus.

## Anlage
Der Bahnhof besteht aus zwei unterschiedlichen Bauwerken, die rund einen halben Kilometer (oder zehn Minuten Fußweg) voneinander entfernt sind und deren Zusammenführung zurzeit nicht absehbar ist. Das größere an der Chūō-Hauptlinie befindet sich in dem von Einkaufsstraßen geprägten Stadtteil Matsushinchō. Die auf einem Viadukt befindliche Anlage ist von Nordosten nach Südwesten ausgerichtet und umfasst zwei Gleise an zwei teilweise überdachten Mittelbahnsteigen. Es gibt kein eigentliches Empfangsgebäude, sondern die Publikumsanlagen sind ebenerdig unter dem Viadukt angeordnet. Über Treppen, Rolltreppen und Aufzüge sind die Bahnsteige erreichbar, die beide aber nur je zur Hälfte genutzt werden. Das heißt, dass lediglich an den Außenseiten der Bahnsteige Gleise verlegt sind. Der innere Teil der Trasse, der eigentlich für die Nutzung durch die Jōhoku-Linie vorgesehen wäre, verbleibt vorerst im Rohbauzustand und ist abgesperrt.
Stattdessen halten die auf der Jōhoku-Linie verkehrenden Züge im südwestlich angrenzenden Stadtteil Kachigawachō an einer provisorischen Haltestelle. Sie besteht aus einem kurzen, teilweise überdachten Seitenbahnsteig, der an die Nordseite des Viadukts angebaut ist. Es gibt kein Empfangsgebäude und die Einrichtung ist sehr spartanisch; eine Treppe führt direkt zur angrenzenden Straße hinunter.
Im Fiskaljahr 2019 nutzten durchschnittlich 17.846 Fahrgäste täglich den Bahnhof, wobei lediglich 245 auf die Jōhoku-Linie entfielen.

## Bilder

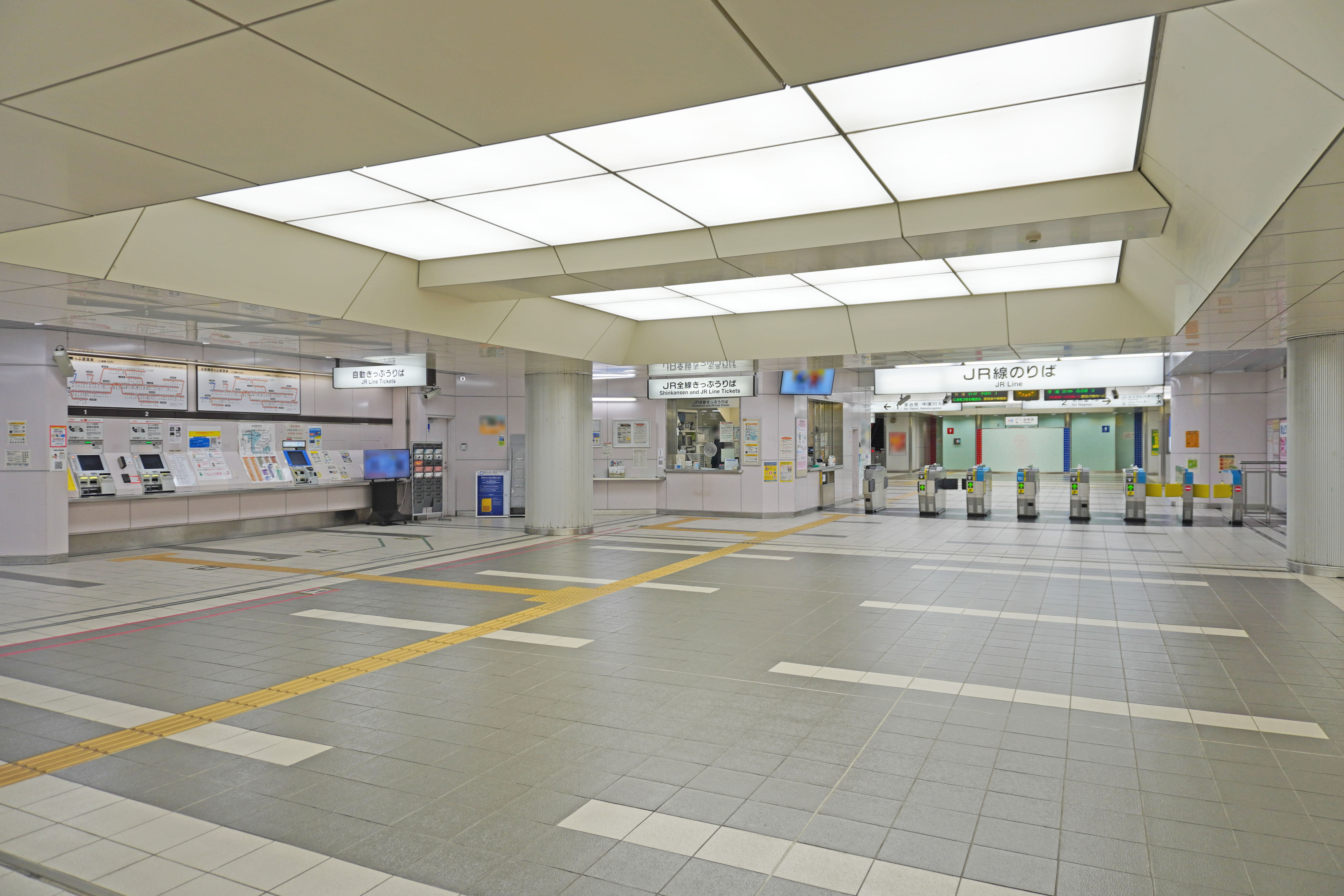
Verteilerebene mit Bahnsteigsperren
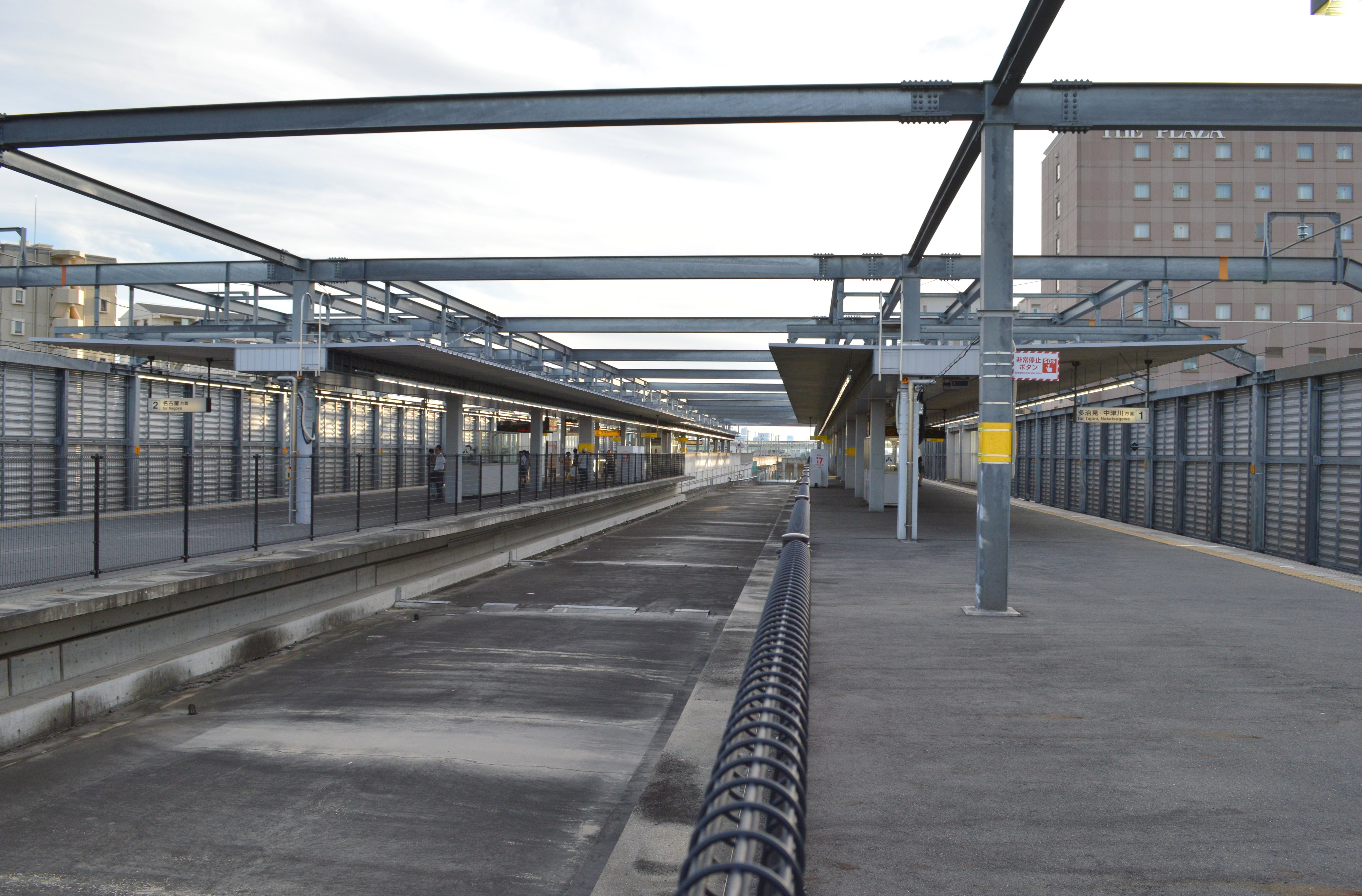
Bahnsteige (in der Mitte ungenutzt)
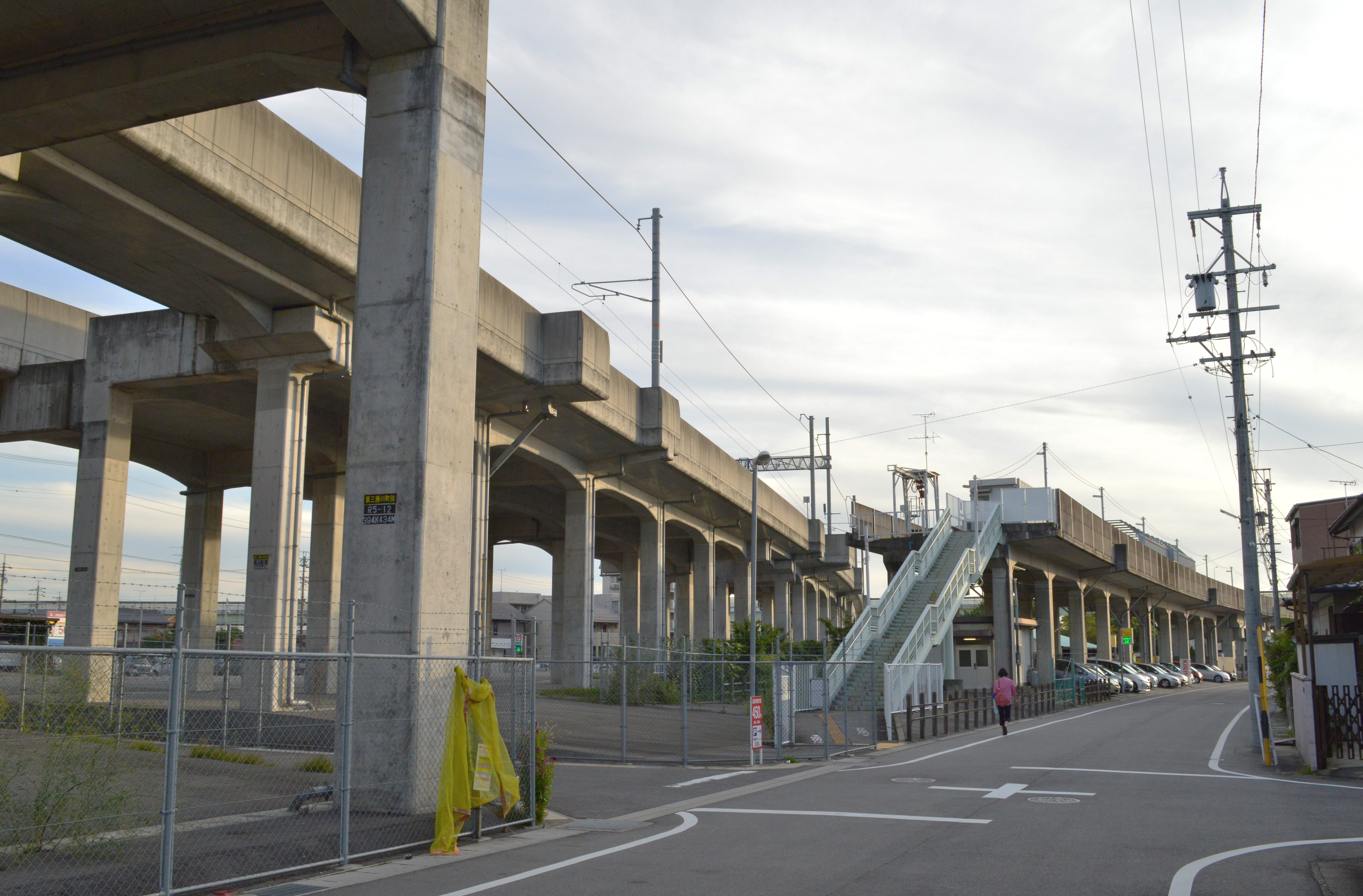
Haltestelle der Jōhoku-Linie
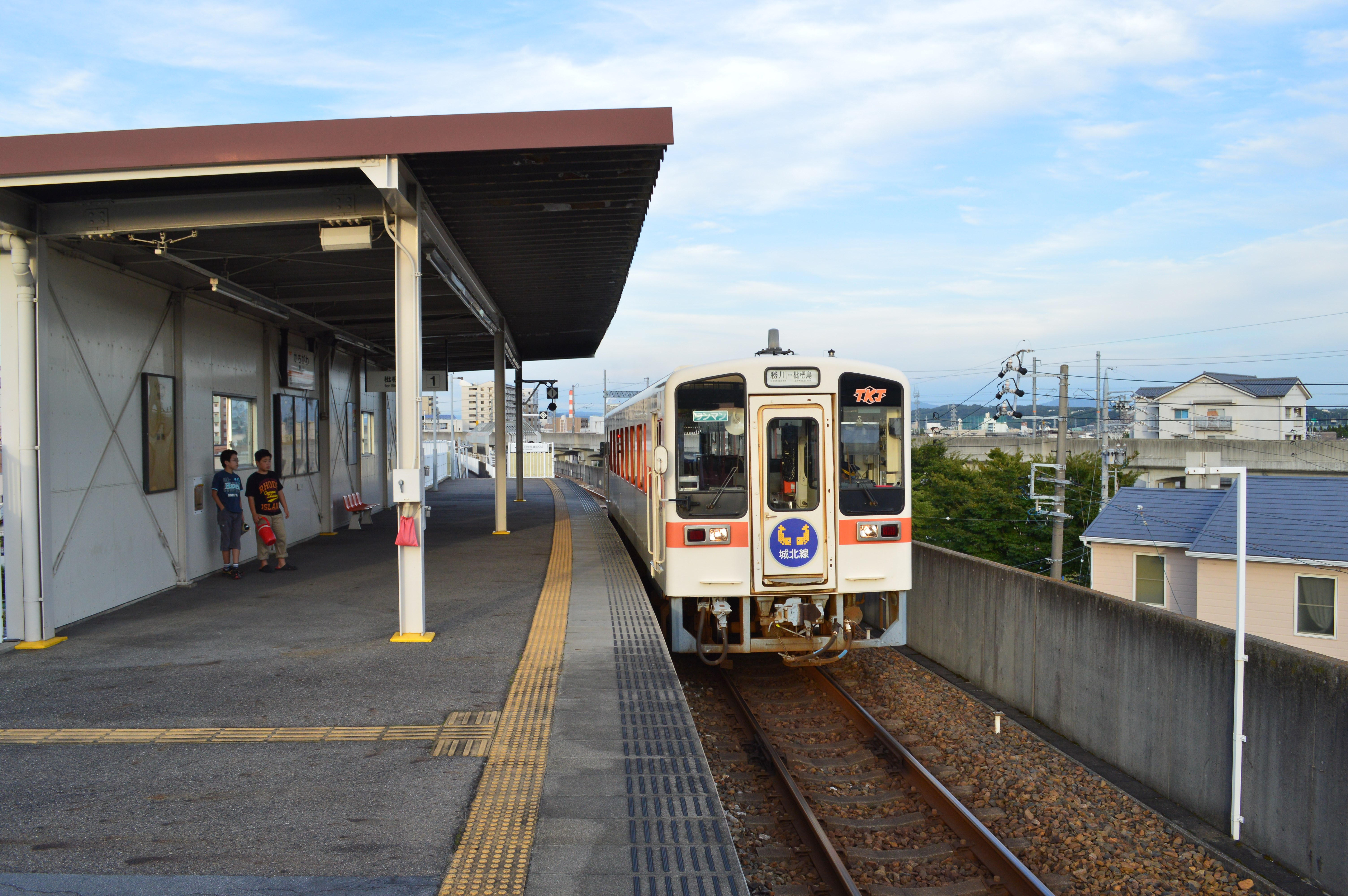
Bahnsteig der Jōhoku-Linie

## Linien
| Verlauf der Chūō-Hauptlinie |
| --- |
| Takao • Sagamiko • Fujino • Uenohara • Shiotsu • Yanagawa • Torisawa • Saruhashi • Ōtsuki • Hatsukari • Sasago • Kai-Yamato • Katsunuma-budōkyō • Enzan • Higashi-Yamanashi • Yamanashishi • Kasugaichō • Isawa-Onsen • Sakaori • Kōfu • Ryūō • Shiozaki • Nirasaki • Shimpu • Anayama • Hinoharu • Nagasaka • Kobuchizawa • Shinano-Sakai • Fujimi • Suzurannosato • Aoyagi • Chino • Kami-Suwa • Shimo-Suwa • Okaya • Midoriko • Shiojiri • Seba • Hideshio • Niekawa • Kiso-Hirasawa • Narai • Yabuhara • Miyanokoshi • Harano • Kiso-Fukushima • Agematsu • Kuramoto • Suhara • Ōkuwa • Nojiri • Jūnikane • Nagiso • Tadachi • Sakashita • Ochiaigawa • Nakatsugawa • Mino-Sakamoto • Ena • Takenami • Kamado • Mizunami • Tokishi • Tajimi • Kokokei • Jōkōji • Kōzōji • Jinryō • Kasugai • Kachigawa • Shin-Moriyama • Ōzone • Chikusa • Tsurumai • Kanayama • Nagoya Tatsuno-Zweigstrecke: Okaya • Kawagishi • Tatsuno • Shinano-Kawashima • Ono • Shiojiri |

## Geschichte
Die staatliche Eisenbahnverwaltung eröffnete den Bahnhof am 25. Juli 1900, zusammen mit dem von Nagoya nach Tajimi führenden Abschnitt der Chūō-Hauptlinie. Aus Rationalisierungsgründen stellte die Japanische Staatsbahn den Güterumschlag am 1. April 1964 ein und verlagerte ihn zum benachbarten Bahnhof Shin-Moriyama. Im Rahmen der Staatsbahnprivatisierung ging der Bahnhof am 1. April 1987 in den Besitz der neuen Bahngesellschaft JR Central über.

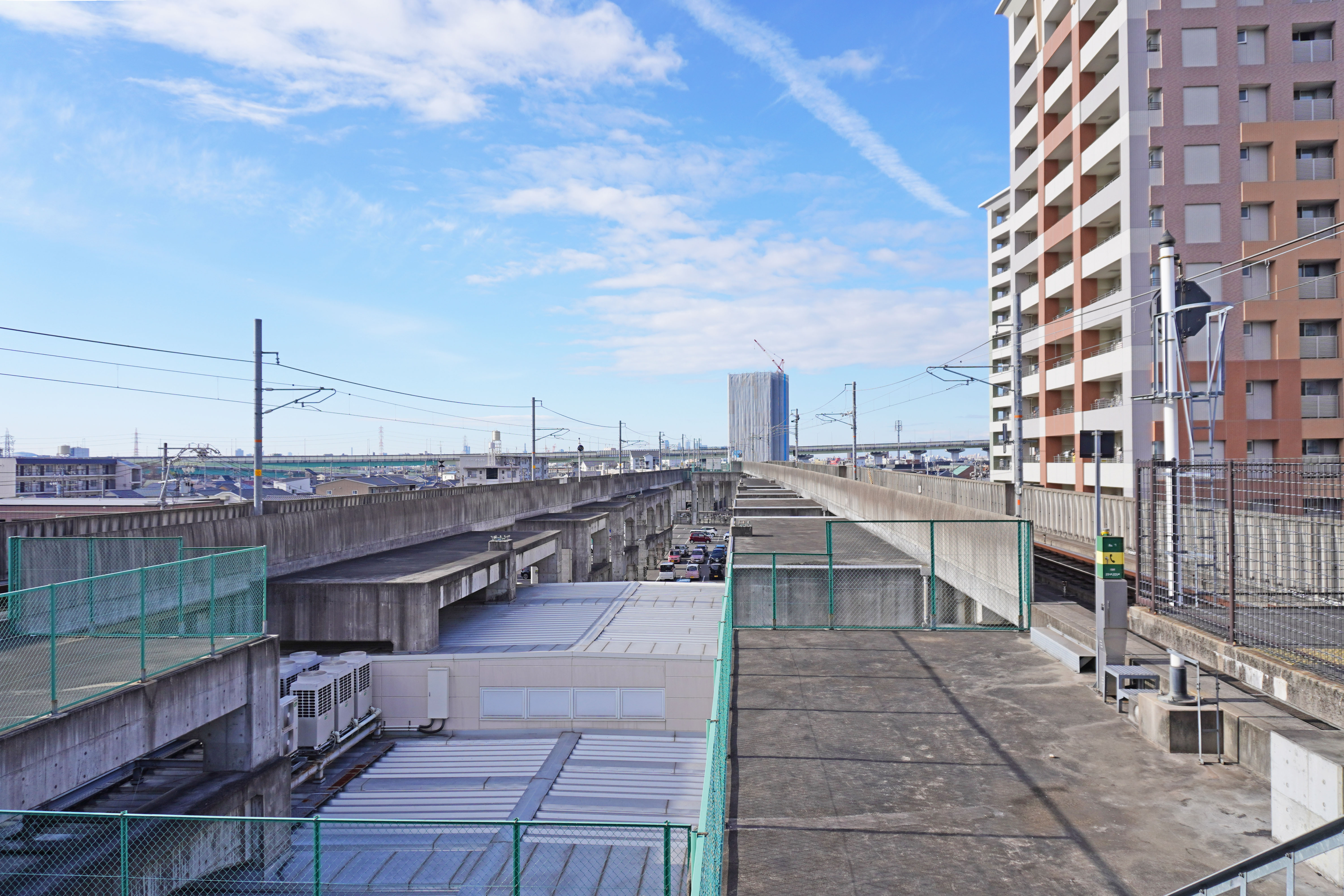
Nicht verwirklichte Anbindung der Jōhoku-Linie

Bauarbeiten an der Jōhoku-Linie hatten bereits 1976 begonnen, waren aber aufgrund der zunehmenden finanziellen Schieflage der Japanischen Staatsbahn bald unterbrochen worden und ruhten mehrere Jahre. JR Central als Rechtsnachfolgerin der Staatsbahn war nicht bereit, die Baukosten in vollem Umfang zu übernehmen, was zu einer Redimensionierung des Projekts führte. So blieb die Verknüpfung mit der Chūō-Hauptlinie unvollendet und es entstand eine provisorische Haltestelle nahe der geplanten Verzweigung. Sie ging am 1. Dezember 1991 in Betrieb, zusammen mit dem Abschnitt bis Owari-Hoshinomiya.
Im Dezember 1999 begann JR Central mit der Höherlegung der bisher ebenerdig verlaufenden Chūō-Hauptlinie auf einen Viadukt. Diese Arbeiten zogen sich fast ein Jahrzehnt lang hin und waren am 23. November 2009 abgeschlossen. Zwar war der neue Hochbahnhof für vier Gleise an zwei Mittelbahnsteigen ausgelegt, doch die Verknüpfung beider Strecken unterblieb weiterhin, denn für den Teilneubau des daran anschließenden Viadukts der Jōhoku-Linie reichte das Budget nicht. Es wurden zwar vorbereitende Arbeiten durchgeführt, doch es besteht weiterhin ein beträchtlicher Höhenunterschied zwischen dem eigentlichen Bahnhof und der provisorischen Haltestelle. Damit die Jōhoku-Linie unter das westliche Hochbahngleis der Chūō-Hauptlinie hindurch passt, muss das Endstück der ersteren teilweise abgebrochen werden, denn die Rampe muss noch vor dem derzeitigen Provisorium anzusteigen beginnen.